# 菊池常利
菊池 常利（きくち つねとし）は、日本のソングライター・歌手。フォークデュオグループLA-LA Deuxの元メンバー。近年は楽曲提供も行っている。長男は男性アイドルグループtimeleszのメンバーで歌手の菊池風磨、次男は菊池音央。

## 人物

### アーティストネーム
ソロ活動時は愛称のTWUNEを使用。本来はTSUNE表記が正しいが、「SmallよりWorldであれ」という意を込めTWUNEと表記。
嵐の「A・RA・SHI」作詞時のみJ&T名義を使用。J&Tとは「Johnny's」&「TWUNE」の略である。

### エピソード
美容師免許を取得している。また、ヴェンタインレコードの社会人野球チーム「ララドゥ」にてピッチャーを務める。
2022年5月26日、 bayfmでのラジオ番組にて自身の代表曲『思い出ガソリン』を流したところ、4人組ロックバンド・スキップカウズの楽曲『想い出ガソリン』と酷似している旨が番組リスナーによってSNSで指摘され、スキップカウズのメンバーからbayfmへ問い合わせがなされた。両曲はタイトルのみならず、メロディおよび歌詞も酷似していた。菊池本人は「盗作と思われても仕方のない内容」であるとし、自身のホームページ上で謝罪した。
同ラジオ番組で放送された通り、菊池本人は作家から楽曲の提供を受けたが、その後に楽曲内で修正したい箇所があったため、作家本人の了承を得て権利を買い取った。その上で、該当楽曲の内容（作詞・メロディ）を変更し、発表・販売された。この経緯から、菊池本人は楽曲の権利を購入した立場であり、楽曲を「盗作」したと疑われる要因はないと考えられる。しかし、誤解を招いたことについては、菊池本人が謝罪し、番組内でその旨を表明した。
なお、楽曲提供を行った作家は、この楽曲を提供・販売した事実を認めており、菊池本人に対する非はないことが確認されている。

## 来歴

### 幼少期
神奈川県横浜市に生まれる。5歳から18歳までを福島県東白川郡矢祭町で過ごす。

### LA-LA Deux時代
1989年
- フォークデュオグループLA-LA Deuxとして活動開始。

1999年
- J&T名義で嵐の『A・RA・SHI』の作詞を手がける[4]。

### ソロ活動～
2001年
- LA-LA Deuxのメンバーである吉川正己のジャニーズ事務所プロデューサー就任を機にソロ活動を開始。[5]

2002年
- ソロデビューアルバム『/cloudy』を発売。

2006年
- 街道てくてく旅のテーマソングを手がける。

2011年
- 東日本大震災のチャリティー活動として菊池常利&真形テルコwithヴェンタイン系アーティスト一同に参加。

2013年
- ソロアルバムRE:MINDを発売。
- 矢祭町ライブと仙台ライブを行う。

## ディスコグラフィ

### アルバム
| # | タイトル                           | 発売日         | 形態 |
| 1 | /cloudy                            | 2002年10月25日 | CCCD |
| 2 | Dear Walker                        | 2006年4月      | CCCD |
| 3 | Dear! LA-LA DEUX（デビュー復刻CD） | 2012年12月26日 |      |
| 4 | RE:MIND                            | 2013年8月22日  |      |

## 楽曲提供

### アーティスト
| タイトル       | 歌手         | 作詞  | 作曲       |
| -------------- | ------------ | ----- | ---------- |
| Only One Song  | TOKIO        | TWUNE | TWUNE      |
| Nice Guys      | TOKIO        | TWUNE | TWUNE      |
| under world    | 滝沢秀明     | TWUNE | TWUNE      |
| 2nd face       | 今井翼       | TWUNE | TWUNE      |
| Peace and Love | 森久保祥太郎 | TWUNE | 和泉一弥   |
| A・RA・SHI     | 嵐           | J&T   | 馬飼野康二 |
| Cocoa          | 菊池風磨     | FUMA  | TWUNE      |

### CM
| CM                                                  | 歌手           | 作詞  | 作曲   |
| --------------------------------------------------- | -------------- | ----- | ------ |
| 全国農業協同組合連合会All for each                  |                | TWUNE |        |
| JR東日本「JRトレン太君」〜トレイン&レンタカーの旅編 | かとうけんそう | TWUNE | 吉田哲 |

### 学校
| タイトル        | 学校                       | 作詞                   | 作曲  |
| --------------- | -------------------------- | ---------------------- | ----- |
| Next Stage      | 愛知県岡崎市立北中学校     | KITA-CHU & TWUNE       | TWUNE |
| あなたがいる    | 福島県立郡山萌世高等学校   | Housei-Ko & TWUNE      | TWUNE |
| We are the One! | 愛知県立平和高等学校       | HEIWA-KO & TWUNE       | TWUNE |
| セコウザカ      | 愛知県立瀬戸高等学校       | SETO-KO & TWUNE        | TWUNE |
| 旅たつキミへ    | 坂戸市立北坂戸中学校       | KITASAKADO-CHU & TWUNE | TWUNE |
| In My Melody    | 広島県立因島高等学校       | INNOSHIMA-CHU & TWUNE  | TWUNE |
| サクラ色の空    | 千葉県君津市立久留里中学校 | KURURI-CHU & TWUNE     | TWUNE |
| 未来へ”南中魂”  | 愛知県瀬戸市立南山中学校   | Nan-Chu & TWUNE        | TWUNE |

## 出演

### TV
| 番組                                                   | 放送日         | 放送局   |
| ------------------------------------------------------ | -------------- | -------- |
| 街道てくてく旅                                         | 2006年4月3日   | NHK BShi |
| めざせ!街道てくてく旅 日光・奥州街道踏破編             | 2007年9月15日  | NHK BShi |
| めざせ!街道てくてく旅 日光・奥州街道踏破編             | 2007年10月25日 | NHK BShi |
| めざせ!街道てくてく旅 日光・奥州街道踏破編             | 2007年10月26日 | NHK BShi |
| めざせ!街道てくてく旅 五街道完全踏破達成記念スペシャル | 2007年11月24日 | NHK BShi |

### ラジオ
| 番組                                                        | 配信期間 | 放送局                          |
| ----------------------------------------------------------- | -------- | ------------------------------- |
| MUZIE提供KONANのMELO-POM！Radio「行けてるゲスト大集合の巻」 | 2002年-  | ventain satellite radio station |

## ライブツアー
| 日程                     | ツアータイトル                                                  | 会場                                 | 備考 |
| ------------------------ | --------------------------------------------------------------- | ------------------------------------ | --- |
| 2001年3月11日            |                                                                 | Take off 7                           | |
| 2001年9月23日            |                                                                 | Take off 7                           | |
| 2001年11月4日            |                                                                 | Take off 7                           | |
| 2002年1月26日            |                                                                 | Take off 7                           | |
| 2002年3月16日            |                                                                 | Take off 7                           | |
| 2002年4月20日            |                                                                 | 日吉ライブハウスNAP                  | |
| 2002年5月11日            |                                                                 | Take off 7                           | |
| 2002年6月29日            |                                                                 | 日吉ライブハウスNAP                  | |
| 2002年7月7日             |                                                                 | Take off 7                           | |
| 2002年9月14日            |                                                                 | 日吉ライブハウスNAP                  | |
| 2002年10月25日           | ラヴィア・ベンタインレコーズ プレゼンツ「神無月～月を呼ぶ男達」 | 代官山クラシックス                   | |
| 2002年11月8日 - 11月30日 | 菊池常利 Magical Cloudy Tour！                                  | Take off 7、カフェ・レスト「オーク」 | アルバム「/cloudy」発売記念ツアー                                                                       |
| 2003年                   |                                                                 | WASTED TIME                          | |
| 2007年5月26日            | 街道フォーラム                                                  | 八王子市民会館                       | 「街道てくてく旅2007年春編」ゴール記念。サポートメンバーは山形洋平                                      |
| 2007年9月7日             | 音楽サークル てくてく文化祭                                     | ミュージック・バー 青山 Z.imagine    | 「街道てくてく旅」番組関係者のみで行われた親睦会ライブ                                                  |
| 2009年12月9日            | 旅の音♪2009                                                     | 渋谷公園通りクラシックス             | NHK-BS2「街道てくてく旅」そしてNHK-BS1「にっぽん木造駅舎の旅」の音楽家たちによるライブ                  |
| 2010年10月30日           | 和と輪 volー2                                                   | 渋谷ラッシュ                         | サポートメンバーはゆいと将至                                                                            |
| 2010年12月22日           | ventain records presens 2010 男の談話室                         | 渋谷公園通りクラシックス             | 菊池常利with今井秀明として                                                                              |
| 2012年12月26日           | ventain records presens 2012 冬フェス                           | 渋谷公園通りクラシックス             | 菊池常利withコペルニクスとして                                                                          |
| 2013年8月22日            | ventain records presens 菊池の夏フェス                          | 目黒LIVE STATION                     | 菊池常利withコペルニクスとして                                                                          |
| 2014年4月29日            | ventain records presens 2014 春フェス                           | 目黒LIVE STATION                     | 菊池常利withコペルニクス、サポートメンバーにジョン加藤 共演：岡田修、田口ユリ、fixsodia MC：コペ、KANAN |

## 学校講演
- 愛知県立福岡中学校
- 東京家政大学附属女子中学校
- 埼玉県立白岡中学校
- 坂戸市立北坂戸中学校
- 愛知県立美和中学校
- 愛知県立岡崎北中学校
- 愛知県立三好南中学校
- 愛知県立吉良中学校
- 君津市立久留里中学校（2020年4月に近隣中学校との統合により君津市立上総小櫃中学校）
- 沖縄県立北谷中学校
- 古川学園高等学校
- 宮城県立宮城農業高等学校
- 磐城農業高等学校
- 棚倉高等学校

- 昭和第一高等学校
- 愛知県立瀬戸高等学校
- 豊見城南高等学校
- 愛知県立平和高等学校
- 広島県立因島高等学校
- 瀬戸市立南山中学校
- 修道中学・高等学校
- 大磯町立大磯中学校
- 福島県立修明高等学校